# Turmhügel Bruckhof
Der Turmhügel Bruckhof befindet sich in dem gleichnamigen Gemeindeteil Bruckhof der niederbayerischen Gemeinde Mengkofen im Landkreis Dingolfing-Landau. Der mittelalterliche Turmhügel (Motte) liegt ca. 800 m nordwestlich von Puchhausen auf der nördlichen Seite der Aitrach in unmittelbarer Nähe des Bruckhofs. Er wird als Bodendenkmal unter der Aktennummer D-2-7240-0068 im Bayernatlas als „verebneter Turmhügel des Mittelalters“ geführt.